# Okręty patrolowe projektu 912
Okręty patrolowe projektu 912 (w kodzie NATO: Obluze) − seria polskich okrętów patrolowych zbudowanych w latach 60 w Stoczni Marynarki Wojennej dla Wojsk Ochrony Pogranicza. Zbudowano pięć okrętów tego typu, które wprowadzono do służby w latach 1965–1968. Służyły początkowo w Morskiej Brygadzie Okrętów Pogranicza, a po jej rozwiązaniu, w 1991 roku weszły w skład nowo powstałej Straży Granicznej, gdzie zasiliły Morski Oddział Straży Granicznej. Proces ich wycofywania rozpoczął się w 1996 roku, kiedy wycofano pierwszą jednostkę z serii, zaś ostatni okręt tego typu opuścił banderę w 2008 roku. Rozwinięciem okrętów tego typu były ścigacze okrętów podwodnych projektu 912M.

## Projekt i budowa
W związku z dużym zapotrzebowaniem na jednostki patrolowe dla Wojsk Ochrony Pogranicza, w latach 60. XX wieku podjęto próby pozyskania nowych, dużych okrętów patrolowych. Mimo pozytywnej oceny patrolowców projektu 902, nie zdecydowano się kontynuować ich budowy czy też rozwijać ich konstrukcji, a zaprojektować zupełnie nowy typ okrętu patrolowego. Nowy typ jednostek uzyskał oznaczenie projektu 912. Głównym projektantem został inż. Tadeusz Bylewski. Początkowo ustalono, żeby powierzyć budowę okrętów Stoczni Północnej w Gdańsku z uwagi na jej duże doświadczenie w budowie jednostek tego rodzaju oraz istnienie odpowiedniego zaplecza technicznego; dodatkowo za budową tam okrętów przemawiał fakt, iż stocznia ta dostarczyła udane jednostki projektu 902. Jednak ostatecznie budowę patrolowców powierzono gdyńskiej Stoczni Marynarki Wojennej. Decyzja ta zapadła najprawdopodobniej na szczeblu politycznym. Na przełomie lat 1963–1964 odbyło się przekazanie odpowiedzialności oraz dokumentacji za budowę okrętów między stoczniami w celu rozpoczęcia ich budowy.
Z początkiem 1964 roku Szefostwo Służby Morskiej Wojsk Ochrony Pogranicza zamówiło pięć okrętów, które zbudowane miały być w latach 1965–1967. W wyniku braku doświadczonej kadry pracowniczej oraz braku zaplecza technologicznego budowa przebiegała z licznymi problemami. Dotyczyły one m.in. pozyskania wykwalifikowanych pracowników do stoczni oraz rosnących kosztów przygotowań do rozpoczęcia budowy. Finalnie w maju 1964 roku udało się uzgodnić warunki umowy na opracowanie dokumentacji technicznej, budowy oraz przekazania odbiorcy okrętów, które zgodnie z jej zapisami dostarczone miały być do września 1967 roku. Budowa okrętu prototypowego rozpoczęła się w lipcu 1964 roku, a wodowanie jego kadłuba odbyło się 29 kwietnia 1965 roku. Okręt w stosunku do planów konstrukcyjnych uległ licznym zmianom, dotyczących m.in. wyporności oraz wymiarów.
Budowa dwóch seryjnych okrętów rozpoczęła się w 1965 roku. Wodowanie pierwszego z nich odbyło się w listopadzie 1965 roku, zaś wodowanie drugiego miało miejsce w kwietniu 1966 roku. Prace nad dwoma ostatnimi patrolowcami rozpoczęły się w 1966 roku, zaś wodowano je kolejno we wrześniu i grudniu tego samego roku. Okręty przekazano odbiorcy w latach 1965–1967. Zbudowano pięć okrętów, które wprowadzono do służby w Wojskach Ochrony Pogranicza (WOP) oraz (od 1967 roku) Morskiej Brygadzie Okrętów Pogranicza (MBOP). Jednostki te uzupełniły starsze okręty patrolowe projektu 902. W kodzie NATO otrzymały oznaczenie Obluze (Obłuże).
Po utworzeniu Straży Granicznej RP w 1991 roku, wszystkie pięć okrętów proj. 912 zostało 18 czerwca 1991 roku przekazane przez Marynarkę Wojenną do Morskiego Oddziału Straży Granicznej, w którym weszły w skład Bałtyckiego Dywizjonu Straży Granicznej, stacjonując nadal w Kołobrzegu. Dwie pierwsze jednostki z serii wycofano w 1996 oraz 1997 roku, zaś dwa ostatnie okręty wycofano w 2006 i 2008 roku.
Na bazie konstrukcji okrętów patrolowych proj. 912 powstało osiem ścigaczy okrętów podwodnych projektu 912M.
| Zestawienie okrętów projektu 912    | Zestawienie okrętów projektu 912 | Zestawienie okrętów projektu 912 | Zestawienie okrętów projektu 912 |
| Nazwa w PMW (pierwotne, późniejsze) | Nazwa w MOSG                     | wprowadzenie do służby           | wycofanie ze służby              |
| ----------------------------------- | -------------------------------- | -------------------------------- | -------------------------------- |
| OP-301 → OP-321 → ORP „Fala”        | SG-321                           | 28 lipca 1965                    | 14 czerwca 1996                  |
| OP-302 → OP-322 → ORP „Szkwał”      | SG-322                           | 8 września 1966                  | 10 września 1997                 |
| OP-303 → OP-323 → ORP „Zefir”       | SG-323                           | 10 czerwca 1967                  | 14 czerwca 2006                  |
| OP-324 → ORP „Zorza”                | SG-324                           | 31 stycznia 1968                 | 22 października 1998             |
| OP-325 → ORP „Tęcza”                | SG-325                           | 31 stycznia 1968                 | 18 marca 2008                    |

## Konstrukcja

### Opis ogólny

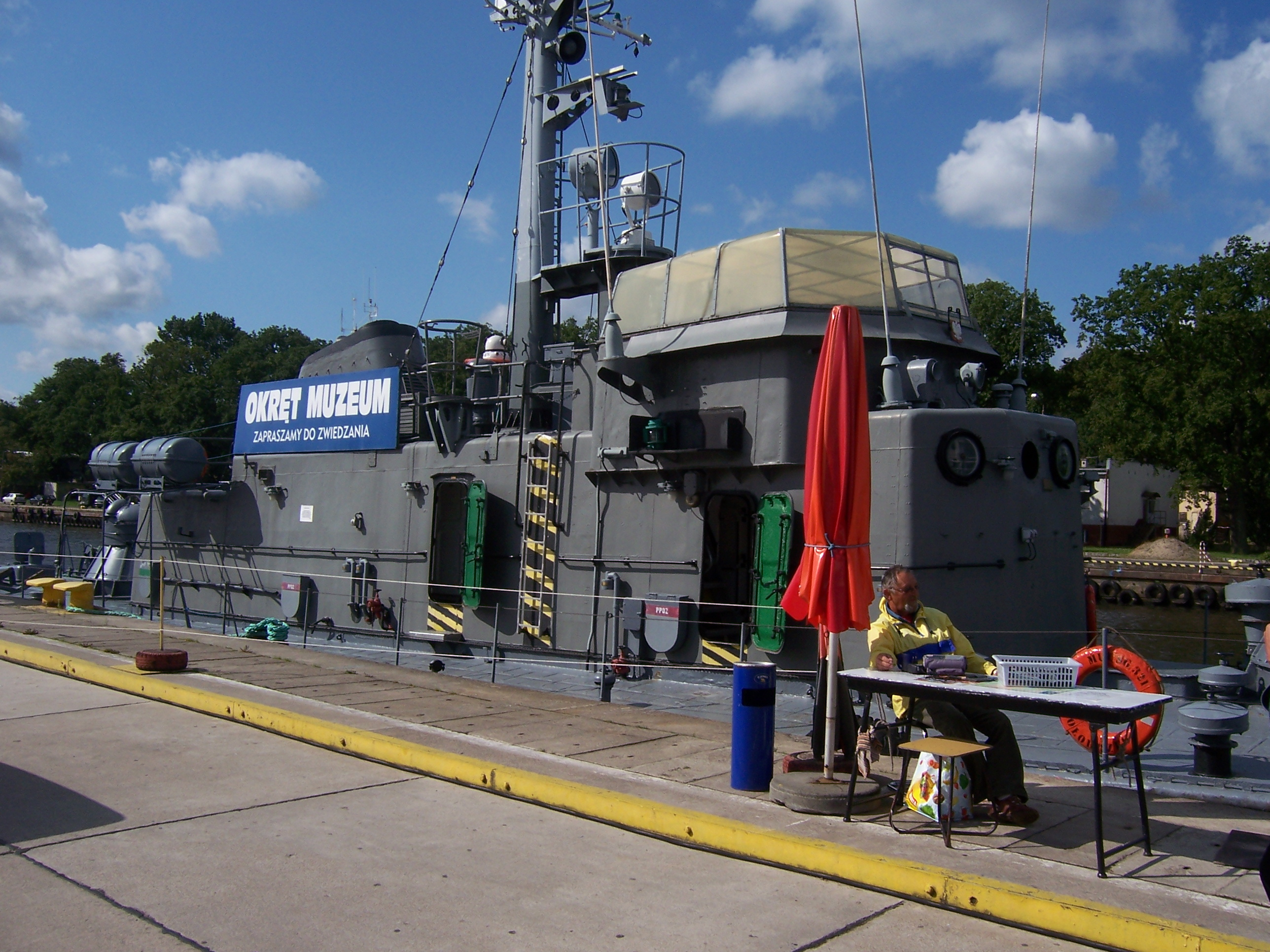
Nadbudówka ORP „Fala”

Jednostki projektu 912 były okrętami patrolowymi o długości 41,34 m, szerokości 6,2 m oraz zanurzeniu, które na dziobie wynosiło 1,7 m, zaś na rufie 2,26 m przy wyporności standardowej. W wypadku wyporności pełnej zanurzenie wzrastało do 1,85 m na dziobie i 2,42 m na rufie. Okręty te miały wyporność standardową wynoszącą 208 t, normalną 220 t oraz pełną, która wynosiła 232 t. Patrolowce projektu 912 były wybudowane w układzie klasycznego jednokadłubowca, o konstrukcji stalowej. Okręty te były w stanie pływać przy stanie morza wynoszącym 6 oraz miały zagwarantowaną niezatapialność przy całkowicie zalanym jednym przedziale wodoszczelnym. Autonomiczność wynosiła 12 dób. Załoga liczyła 28 oficerów i marynarzy.
W części dziobowej kadłuba znajdował się magazynek bosmański oraz komora łańcuchowa, mesa dla dziesięciu członków załogi, pomieszczenie stacji hydrolokacyjnej, żyrokompasu, kabina dowódcy okrętu, kabiny dla podoficerów i oficerów oraz magazyn amunicji dla dziobowej armaty AK-230, który znajdował się bezpośrednio pod nią. Na śródokręciu znajdowała się siłownia okrętowa, natomiast część rufowa kadłuba zajmowana była przez magazyn amunicji rufowej armaty AK-230, pomieszczenia załogi oraz skrajnik rufowy z maszyną sterową i zrzutniami bomb głębinowych, który były zrzucane poprzez zamykane otwory w pawęży.
Pokładówka zajmowana była kolejno przez zapasowe stanowisko dowodzenia i sterówkę w dziobowej części. W pokładówce ulokowana była także kabina radiowa, kabina nawigacyjna, szyb maszynowy oraz pomieszczenia sanitariatu. Na dachu pokładówki znajdowało się odkryte główne stanowisko dowodzenia, maszt z wyposażeniem elektronicznym okrętu oraz stanowisko systemu celowniczego Kołonka dla armat AK-230.

### Układ napędowy
Napęd okrętów składał się z dwóch silników głównych, którymi były wysokoprężne jednostki 40DM o mocy 2500 KM każdy. Każdy z silników napędzał pojedynczy okrętowy wał napędowy, który zakończony był jedną śrubą napędową. Silniki ulokowano w jednoprzedziałowej siłowni. Energię elektryczną zapewniały trzy zespoły prądotwórcze 40YDZ o mocy 40 kVA. Za silnikami głównymi ulokowano Centralę Rozdzielczo-Manewrową. Okręty te zabierały maksymalny zapas paliwa wynoszący 24,5 tony. Jednostki były w stanie osiągnąć maksymalną prędkość wynoszącą 24 węzły, jednak na próbach morskich prototypowy ORP „Fala” osiągnął 25 węzłów.

### Wyposażenie elektroniczne
Na wyposażenie elektroniczne jednostek wchodziły m.in.: 
- stacja radiolokacyjna Reja (dwie ostatnie jednostki z serii wyposażone były w radary RM-2);
- radionamiernik APR-50R;
- stacja hydrolokacyjna MG-11 Tamir;
- echosonda SP-402R;
- system kierowania ogniem artyleryjskim Kołonka;
- radiostacje R-609M, 1414/3 oraz FM-302/I;
- system „swój-obcy” (oprócz dwóch ostatnich okrętów);
- system rozpoznania skażeń KDU-2M.

### Uzbrojenie

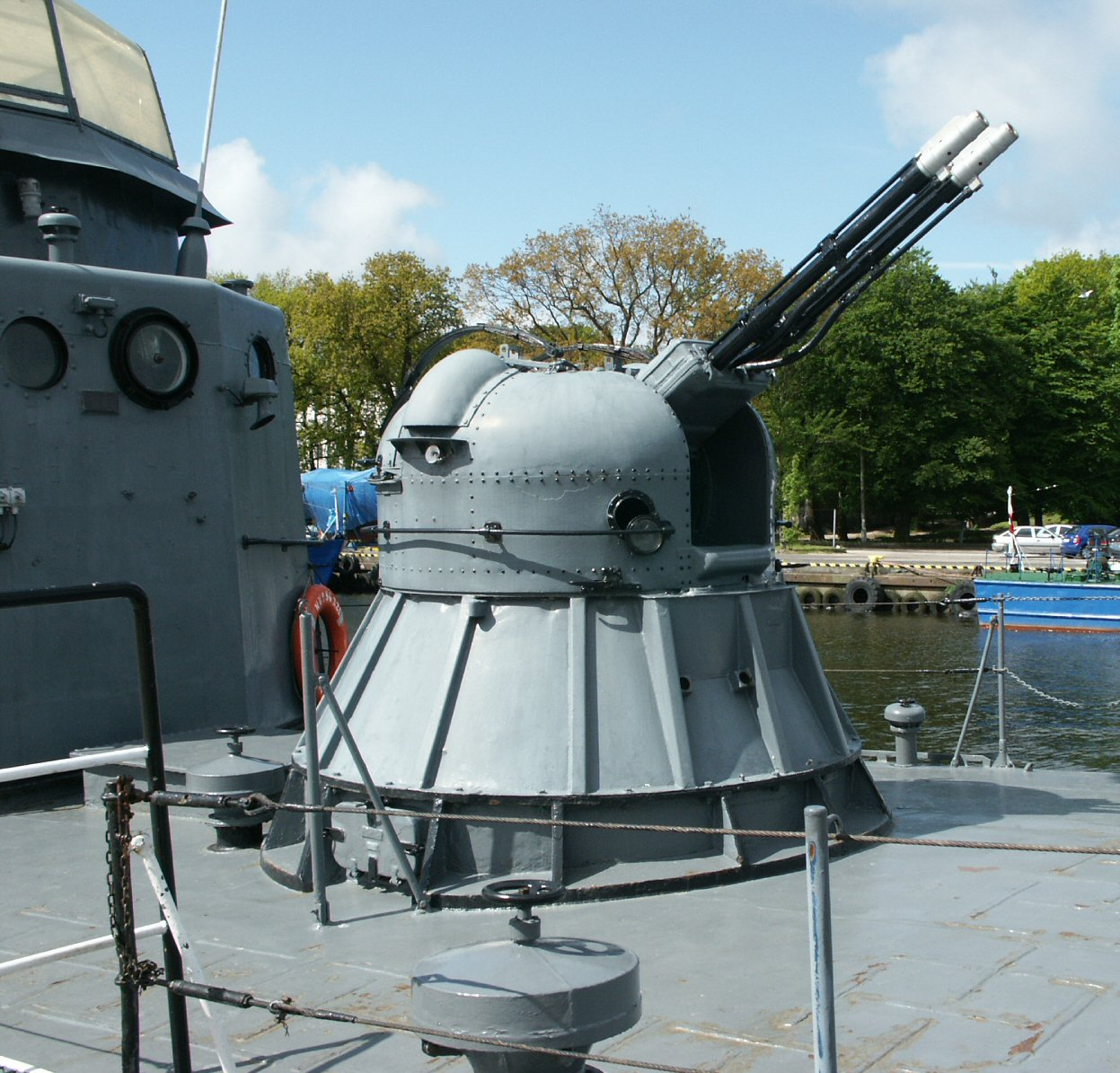
Działko AK-230 na ORP „Fala”

Uzbrojenie okrętów składało się z dwóch morskich uniwersalnych armat automatycznych AK-230 kalibru 30 mm w układzie 2 × II (na okrętach SG-324 i SG-325 od początku służby zainstalowana była tylko jedna podwójna armata). Były to pierwsze polskie okręty wyposażone w te armaty. Pomimo planów, ostatecznie jednostki nie otrzymały współpracujących z armatami radarów artyleryjskich MR-104, które to pojawiły się dopiero na ich dalszym rozwinięciu – ścigaczach ZOP projektu 912M. Naprowadzanie armat na cel odbywało się za pomocą celownika optycznego Kołonka. Armata AK-230 to radziecki, okrętowy system artyleryjski zbudowany w oparciu o dwie armaty automatyczne NN-30 kalibru 30 mm. Zestaw przeznaczony jest do zwalczania celów nawodnych i powietrznych na maksymalnym dystansie wynoszącym odpowiednio 6500 m i 4000 m. Zestaw zapewniał możliwość prowadzenia ognia w promieniu 360° przy kątach elewacji lufy wynoszącymi od -5° do +87°. Masa zestawu bez amunicji wynosiła 1900 kg. Jedna armata umiejscowiona była na pokładzie dziobowym, natomiast druga zamontowana była na rufie za pokładówką.
Oprócz dwóch podwójnych armat AK-230, okręty uzbrojone były w dwie zrzutnie bomb głębinowych, które umiejscowione były w rufowej części kadłuba. Były one w stanie przenosić do 12 grawitacyjnych bomb głębinowych B-1 lub 4 miny morskie ADM-1000. Ładunki zrzucane poprzez zamykane otwory w pawęży. Dodatkowe zrzutnie dla dalszych 12 bomb można było umieścić na pokładzie, na torach minowych. 

## Służba

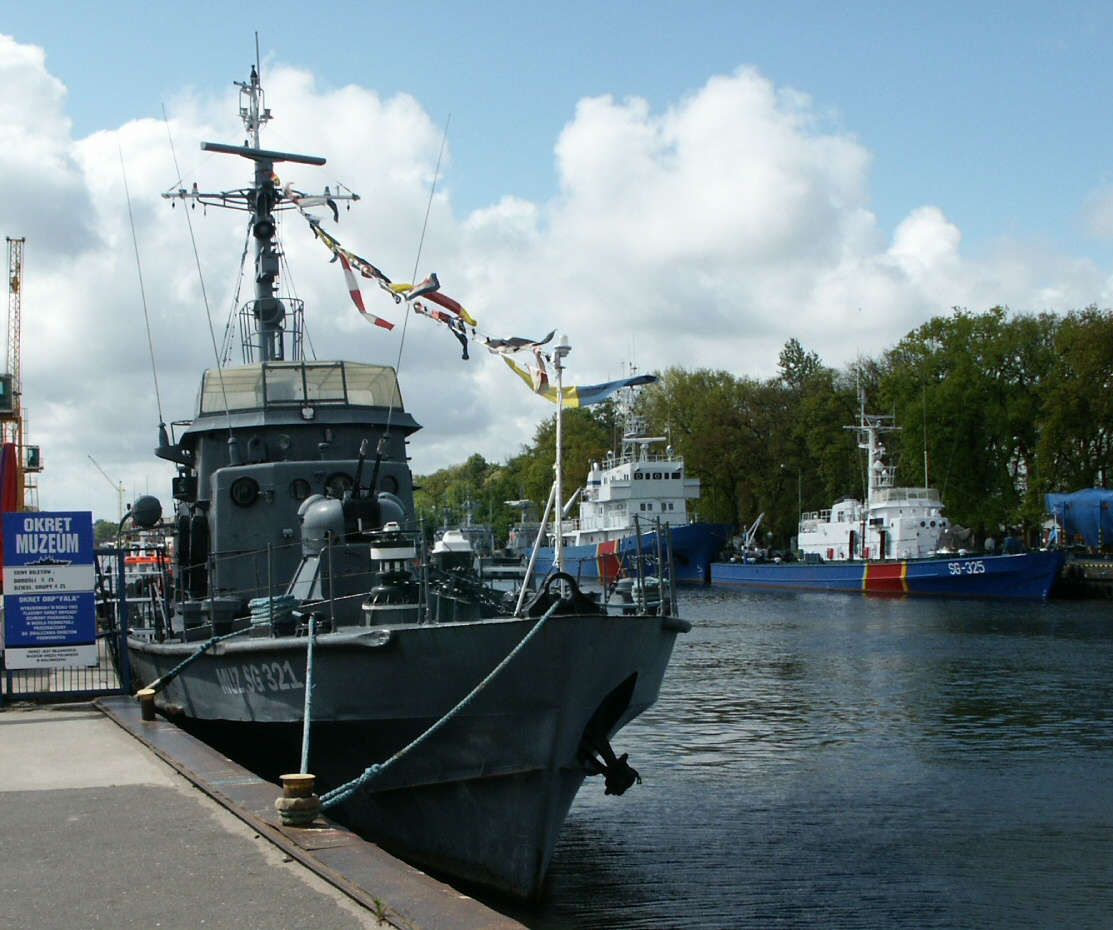
ORP „Fala” jako okręt-muzeum jeszcze na wodzie (2004), w tle bliźniaczy SG-325 (dawny ORP „Tęcza”) oraz Kaper-2

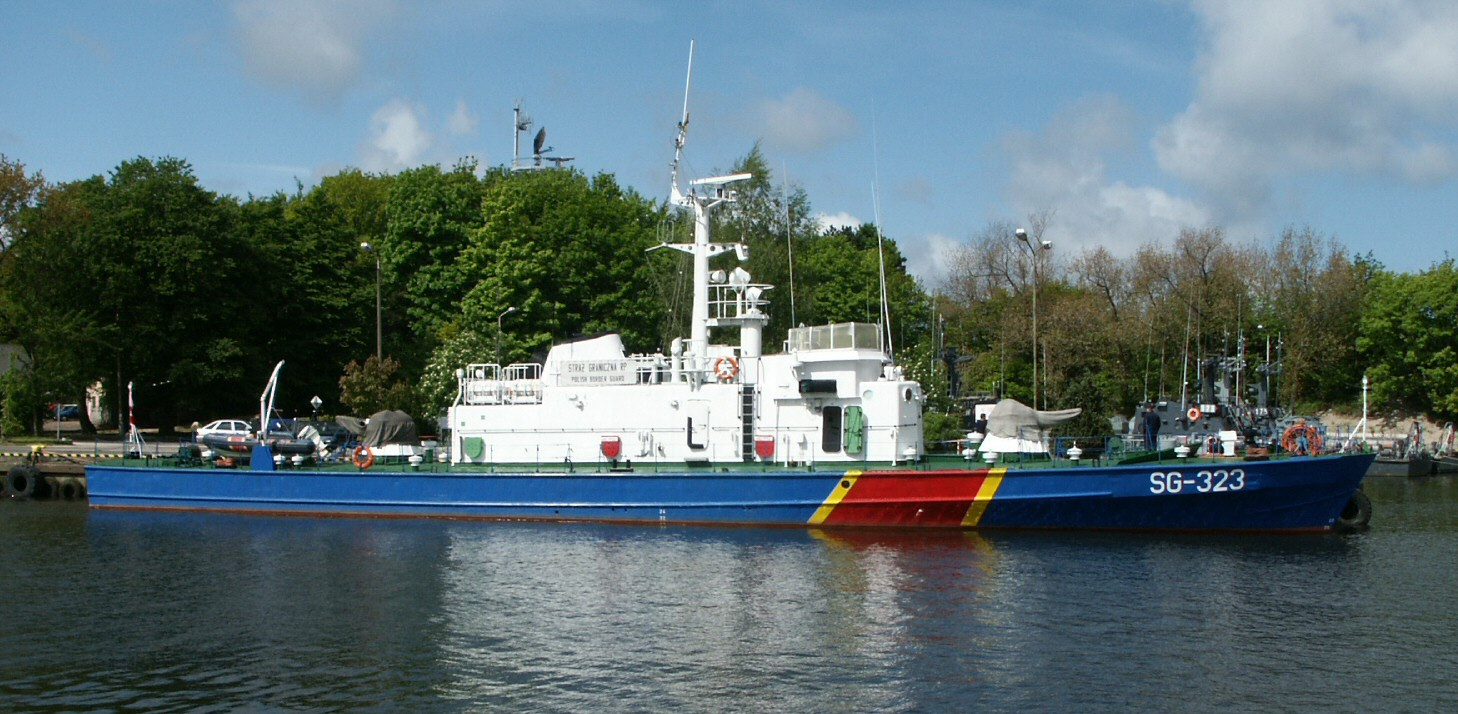
SG-323, dawny ORP „Zefir” podczas służby w MOSG (2004)

Okręty przekazano odbiorcy w latach 1965–1967. Przydzielone zostały początkowo do 6. Brygady Okrętów Wojsk Ochrony Pogranicza (WOP), od 1967 przekształconej w Morską Brygadę Okrętów Pogranicza. Pierwsze trzy nowo wprowadzone okręty otrzymały jedynie oznaczenia: OP-301, OP-302 oraz OP-303, jednak w wyniku powstania MBOP, okrętom tym w 1967 roku nadano nazwy z numerami burtowymi: ORP „Fala” (321), ORP „Szkwał” (322) oraz ORP „Zefir” (323). Okręty te wprowadzono kolejno w 1965, 1966 oraz 1967 roku. Dwie ostatnie jednostki otrzymały początkowo numery 324 oraz 325, które zmieniono na ORP „Zorza” (324) i ORP „Tęcza” (325). Wprowadzono je do eksploatacji 31 stycznia 1968 roku. Przeznaczone były do pełnienia służby dozorowej i patrolowej na polskich wodach terytorialnych, a w wypadku wojny – do grupowego poszukiwania okrętów podwodnych i ochrony transportu w strefie przybrzeżnej. Uzupełniły one starsze okręty patrolowe projektu 902. W kodzie NATO otrzymały oznaczenie Obluze (Obłuże).
Po utworzeniu Straży Granicznej RP w 1991 roku wszystkie pięć okrętów proj. 912 zostało 18 czerwca 1991 przekazane przez Marynarkę Wojenną do Morskiego Oddziału Straży Granicznej, gdzie weszły w skład Bałtyckiego Dywizjonu Straży Granicznej, stacjonując nadal w Kołobrzegu. Otrzymały one kolejno oznaczenia: SG-321, SG-322, SG-323, SG-324 oraz SG-325, zgodne z poprzednimi numerami burtowymi. Dwie pierwsze jednostki z serii – SG-321 oraz SG-322 wycofano w 1996 oraz 1997 roku. SG-324 opuścił banderę w 1998 roku, zaś dwa ostatnie okręty SG-323 i SG-326 wycofano w 2006 i 2008 roku, kończąc tym samym 43-letnią eksploatację tych jednostek w służbie państwowej.
Dawny ORP „Fala” w 1996 roku został przekształcony w okręt-muzeum. Jednostka początkowo cumowała przy nabrzeżu kołobrzeskiego portu, jednak po kilku latach została podniesiona z wody i przetransportowana na teren Kołobrzeskiego Skansenu Morskiego, będącego częścią Muzeum Oręża Polskiego w Kołobrzegu. Dwa okręty zostały nabyte przez prywatne firmy - SG-322 przez firmę Perfekt z Białogardu 11 września 1997 roku, SG-324 przez firmę Ancora z Gdańska 6 kwietnia 1999 roku. SG-324 jako cywilny „Odys” złomowano w Gdańsku w 2004 roku.

### Ocena jednostek
Mimo iż okręty projektu 912 były jednostkami nowocześniejszymi od patrolowców projektu 902, nie były one udaną konstrukcją. Za lepsze i bardziej przydatne dla MBOP uważane były starsze jednostki projektu 902. Zaletą okrętów było silne uzbrojenie w postaci dwóch zestawów armat AK-230 oraz bogate wyposażenie elektroniczne, w tym możliwość prowadzenia rozpoznania radioaktywnego, jednak realizowane zadania przez okręty tego typu przydatniejsze były Marynarce Wojennej niż Wojskom Ochrony Pogranicza, których głównym zadaniem było patrolowanie i ochrona granic. Dużą wadą jednostek była źle zaprojektowana linia kadłuba, która powodowała, że przy maksymalnej prędkości przed dziobem tworzył się wał wody, który generował bardzo duże opory. Okręty proj. 912 były też drogie zarówno w pozyskaniu (przyczyniły się do tego m.in. problemy w ich budowie oraz wady ujawnione po próbach, które należało usunąć) i eksploatacji. Mimo iż w czasach wejścia do służby były okrętami nowoczesnymi, to miały one wady wynikające z braku doświadczenia Stoczni Marynarki Wojennej w budowie jednostek tego typu, a część rozwiązań technologicznych zastosowanych przy ich konstrukcji z czasem okazała się być rozwiązaniami „prowizorycznymi”, które generowały liczne problemy z eksploatacją.